# Böklund
Böklund település Németországban, Schleswig-Holstein tartományban. Lakosainak száma 1709 fő (2023. december 31.).

## Népesség
A település népességének változása:
| Lakosok száma | 1125 | 1485 | 1625 | 1651 | 1673 | 1697 | 1709 |
|               | 1975 | 2014 | 2017 | 2019 | 2021 | 2022 | 2023 |